# Elleanthus
Elleanthus – rodzaj roślin z rodziny storczykowatych (Orchidaceae). Obejmuje 128 gatunków występujących w Ameryce Południowej i Środkowej w takich krajach i regionach jak: Belize, Boliwia, Brazylia, Kolumbia, Kostaryka, Kuba, Dominikana, Ekwador, Salwador, Gujana Francuska, Gwatemala, Gujana, Haiti, Honduras, Jamajka, Leeward Islands, Meksyk, Nikaragua, Panama, Peru, Portoryko, Surinam, Trynidad i Tobago, Wenezuela, Windward Islands.

## Systematyka
Rodzaj sklasyfikowany do plemienia Sobralieae, podrodzina epidendronowe (Epidendroideae), rodzina storczykowate (Orchidaceae), rząd szparagowce (Asparagales) w obrębie roślin jednoliściennych.
Wykaz gatunków
- Elleanthus albiflorus Dudek, Baranow, Kolan. & Rykacz.
- Elleanthus amethystinoides Garay
- Elleanthus amethystinus (Rchb.f. & Warsz.) Rchb.f.
- Elleanthus ampliflorus Schltr.
- Elleanthus archilae Chiron & Tribouill.
- Elleanthus aristatus Garay
- Elleanthus arpophyllostachys (Rchb.f.) Rchb.f.
- Elleanthus asplundii Garay
- Elleanthus aurantiacus (Lindl.) Rchb.f.
- Elleanthus aureus (Poepp. & Endl.) Rchb.f.
- Elleanthus auriculatus Garay
- Elleanthus bifarius Garay
- Elleanthus blatteus Garay
- Elleanthus bogotensis Schltr.
- Elleanthus bonplandii (Rchb.f.) Rchb.f.
- Elleanthus bradeorum Schltr.
- Elleanthus brasiliensis (Lindl.) Rchb.f.
- Elleanthus capitatellus Dressler
- Elleanthus capitatus (Poepp. & Endl.) Rchb.f.
- Elleanthus caravata (Aubl.) Rchb.f.
- Elleanthus caricoides Nash
- Elleanthus carinatus Dressler & Bogarín
- Elleanthus caroli Schltr.
- Elleanthus caveroi D.E.Benn. & Christenson
- Elleanthus cephalotus Garay & H.R.Sweet
- Elleanthus cerrojefensis J.M.H.Shaw
- Elleanthus cinnabarinus Garay
- Elleanthus columnaris (Lindl.) Rchb.f.
- Elleanthus condorensis Dodson
- Elleanthus confusus Garay
- Elleanthus congestus Schltr.
- Elleanthus conifer (Rchb.f. & Warsz.) Rchb.f.
- Elleanthus cordidactylus Ackerman
- Elleanthus coriifolius (Rchb.f. ex Linden) Rchb.f.
- Elleanthus crinipes Rchb.f.
- Elleanthus decipiens Dressler
- Elleanthus deuterohirtzii J.M.H.Shaw
- Elleanthus discolor (Rchb.f. & Warsz.) Rchb.f.
- Elleanthus dressleri (Szlach. & Kolan.) J.M.H.Shaw
- Elleanthus dussii Cogn.
- Elleanthus ecallosus (Szlach. & Kolan.) J.M.H.Shaw
- Elleanthus ecuadorensis Garay
- Elleanthus emberanus (Szlach. & Kolan.) J.M.H.Shaw
- Elleanthus embreei (Dodson) J.M.H.Shaw
- Elleanthus ensatus (Lindl.) Rchb.f.
- Elleanthus escobarii Dodson
- Elleanthus flavescens (Lindl.) Rchb.f.
- Elleanthus formosus Garay
- Elleanthus fractiflexus Schltr.
- Elleanthus furfuraceus (Lindl.) Rchb.f.
- Elleanthus gastroglottis Schltr.
- Elleanthus glaucophyllus Schltr.
- Elleanthus glomera Garay
- Elleanthus gracilis (Rchb.f.) Rchb.f.
- Elleanthus graminifolius (Barb.Rodr.) Løjtnant
- Elleanthus grandiflorus Schltr.
- Elleanthus haematoxanthus (Rchb.f. ex Linden) Rchb.f.
- Elleanthus hirsutis Barringer
- Elleanthus hirtzii Dodson
- Elleanthus hookerianus (Barb.Rodr.) Garay
- Elleanthus hymenophorus (Rchb.f.) Rchb.f.
- Elleanthus isochiloides Løjtnant
- Elleanthus jimenezii (Schltr.) C.Schweinf.
- Elleanthus kalbreyeri Garay
- Elleanthus kermesinus (Lindl.) Rchb.f.
- Elleanthus killipii Garay
- Elleanthus koehleri Schltr.
- Elleanthus laetus Schltr.
- Elleanthus lancifolius C.Presl
- Elleanthus lateralis Garay
- Elleanthus laxifoliatus Schltr.
- Elleanthus leiocaulon Schltr.
- Elleanthus lentii Barringer
- Elleanthus ligularis Dressler & Bogarín
- Elleanthus linifolius C.Presl
- Elleanthus longibracteatus (Lindl. ex Griseb.) Fawc.
- Elleanthus luteynii (Szlach. & Kolan.) J.M.H.Shaw
- Elleanthus maculatus (Lindl.) Rchb.f.
- Elleanthus magnicallosus Garay
- Elleanthus magnipetalus (Szlach. & Kolan.) J.M.H.Shaw
- Elleanthus malpighiiflorus Carnevali & G.A.Romero
- Elleanthus muscicola Schltr.
- Elleanthus myrosmatis (Rchb.f.) Rchb.f.
- Elleanthus norae Garay & Dunst.
- Elleanthus oliganthus (Poepp. & Endl.) Rchb.f.
- Elleanthus ollgaardii Dudek & Szlach.
- Elleanthus orozcoae (Szlach. & Kolan.) J.M.H.Shaw
- Elleanthus ortizianus Kolan., Baranow & Rykacz.
- Elleanthus pastoensis Schltr.
- Elleanthus peruvianus (Szlach. & Kolan.) J.M.H.Shaw
- Elleanthus petrogeiton Schltr.
- Elleanthus phorcophyllus Garay
- Elleanthus poiformis Schltr.
- Elleanthus porphyrocephalus Schltr.
- Elleanthus purpureus (Rchb.f.) Rchb.f.
- Elleanthus reichenbachianus Garay
- Elleanthus rhizomatosus Garay
- Elleanthus rhodolepis (Rchb.f.) Rchb.f.
- Elleanthus robustus (Rchb.f.) Rchb.f.
- Elleanthus roseus Schltr.
- Elleanthus ruizii (Rchb.f.) Rchb.f.
- Elleanthus scharfii Dodson
- Elleanthus scopula Schltr.
- Elleanthus setosus Schltr.
- Elleanthus smithii Schltr.
- Elleanthus sodiroi Schltr.
- Elleanthus sphaerocephalus Schltr.
- Elleanthus steyermarkii Barringer
- Elleanthus stolonifer Barringer
- Elleanthus strobilifer (Poepp. & Endl.) Rchb.f.
- Elleanthus sytsmae (Szlach. & Kolan.) J.M.H.Shaw
- Elleanthus tandapianus Dodson
- Elleanthus teotepecensis Soto Arenas
- Elleanthus thomasii Dodson ex Dudek & Szlach.
- Elleanthus tillandsioides Barringer
- Elleanthus tonduzii Schltr.
- Elleanthus tovarensis Ames
- Elleanthus tricallosus Ames & C.Schweinf.
- Elleanthus ventricosus Schltr.
- Elleanthus venustus Schltr.
- Elleanthus vernicosus Garay
- Elleanthus vinosus Schltr.
- Elleanthus virgatus (Rchb.f.) C.Schweinf.
- Elleanthus wageneri (Rchb.f.) Rchb.f.
- Elleanthus wallnoeferi Szlach.
- Elleanthus weberbauerianus Kraenzl.
- Elleanthus wercklei Schltr.
- Elleanthus yungasensis Rolfe ex Rusby